# Levomethorphan
Levomethorphan ist ein vollsynthetisch hergestelltes Opioid und der Methylether von Levorphanol. Es gehört zu den nicht verkehrsfähigen Betäubungsmitteln. Es hat schmerzstillende (analgetische) und hustenstillende Wirkung. Sein Enantiomer Dextromethorphan ist aufgrund der ebenfalls vorhandenen hustenstillenden Wirkung in vielen Hustenblockern (Antitussiva) enthalten, weist hingegen keine schmerzstillenden Eigenschaften auf.

## Gewinnung und Darstellung
Levomethorphan wird vollsynthetisch hergestellt. Zum Beispiel durch Umsetzung von Phenyltrimethylammoniumhydroxid mit (−)-3-Hydroxy-N-methylmorphinan in Toluol.